# Lob der Frauen
Lob der Frauen ist eine Polka-Mazur von Johann Strauss Sohn (op. 315). Das Werk wurde am 17. Februar 1867 im Wiener Volksgarten erstmals aufgeführt.

## Einzelnachweis
1. ↑  Quelle: Englische Version des Booklets (Seite 47) in der 52 CDs umfassenden Gesamtausgabe der Orchesterwerke von Johann Strauß (Sohn), Hrsg. Naxos (Label). Das Werk ist als neunter Titel auf der 15. CD zu hören.